# Ay
|  | Per a altres significats, vegeu «Ay (Marne)». |

Ay   (Akhmim, segle XIV aC - Tebes, segle XIV aC) (el nom vol dir "Pare de Déu") fou djati (visir) i rei de l'antic Egipte. Se suposa que era germà (o almenys parent) de la reina Tiy, i fill de Yuya i Tjuyu. Fou també el probable pare de Nefertiti. El seu regnat fou vers el 1325 al 1320 aC.
La primera vegada que és documentat tenia el càrrec de mestre de cavalls a la cort d'Akhenaton, però probablement abans ja havia exercit de sacerdot de Min a Panòpolis (Akhmin). Després fou nomenat visir i canceller reial.
Va exercir com a visir d'Akhenaton i probablement fou el regent en temps de Tutankhamon, estretament associat al seu gendre, el general Horemheb.
Quan Tutankamon va morir es creu que Ay rondava o superava la setantena. Se suposa que va fer assassinar al príncep hitita Zannanza, que anava al país a casar-se amb la reina Ankhesenamon, i va obligar a aquesta a casar-se amb ell, tot i que era segurament el seu avi per la mare Nefertiti. Ay no va considerar la nova reina com la seva esposa principal i de fet la reina va desaparèixer de l'escena i Ay apareix gairebé sempre amb la seva dona Tiy o Tey, que ja era la seva dona molt abans, probablement era fins i tot la mare de Nefertiti.
Probablement, el matrimoni fou ràpid, ja que Ay devia voler aparèixer a l'enterrament de Tutankamon amb la corona blava i així proclamar el seu dret al tron. El temps és molt limitat. La reina va escriure al rei hitita Subiluliuma I segurament uns dies després de la mort del faraó i van passar una o dues setmanes fins que aquest va rebre la carta. Després va fer les comprovacions, que van trigar no menys de dues setmanes i probablement més; Zannanza devia córrer cap a Egipte per arribar abans de l'enterrament, que es feia al cap d'uns 70 dies de la mort, quan fou assassinat.
El nom de tron d'Ay fou Kheperkheperure, que vol dir "Eternes són les manifestacions de Ra". Ay va morir als quatre anys. Ankhensenamon també va desaparèixer, i se suposa que potser va morir aviat, i alguns sospiten que per les seves relacions amb els hitites fou assassinada.
Fou enterrat a la tomba KV23 de la Vall dels Reis a Tebes, però la seva mòmia no ha estat positivament identificada. La seva tomba fou descoberta per Belzoni el 1816. El seu temple mortuori fou a Madinet Habu. Havia començat la construcció d'una tomba a Tell al-Amarna (Tomba d'Amarna 25) que fou abandonada per la de la vall dels reis.
El succeí el seu gendre Horemheb.